# Rally Ruta de la Seda
El Rally Ruta de la Seda (en inglés: Silk Way Rally) es una competición anual de rally raid organizada por la Amaury Sport Organisation (ASO). Se disputa desde el año 2009 en dos categorías coches y camiones, la prueba forma parte de la Dakar Series.
La prueba se desarrolla en las estepas y desiertos de Rusia, la primera edición de 2009 se extendió a Kazajistán y Turkmenistán.
En julio de 2016, después de no realizarse por dos años, se desarrolló la sexta edición de la competencia, con una ruta entre Moscú a Pekín.

## Palmarés

### Coches, Camiones y Motos
| Edición | Ruta                    | Coches                                   | Coches              | Camiones                                               | Camiones          | Motocicletas      | Motocicletas      | Motocicletas |
| Edición | Ruta                    | Piloto / Copiloto                        | Vehículo            | Piloto                                                 | Camión            | Piloto            | Motocicleta       |              |
| ------- | ----------------------- | ---------------------------------------- | ------------------- | ------------------------------------------------------ | ----------------- | ----------------- | ----------------- | ------------ |
| 2009    | Kazán - Asjabad         | Carlos Sainz Lucas Cruz                  | Volkswagen Touareg  | Firdaus Kabirov Andrey Mokeev Tanin Anatoly            | Kamaz             |                   |                   |              |
| 2010    | San Petersburgo - Sochi | Carlos Sainz Lucas Cruz                  | Volkswagen Touareg  | Eduard Nikolaev Viatcheslav Mizyukaev Vladimir Rybakov | Kamaz             |                   |                   |              |
| 2011    | Moscú - Sochi           | Krzysztof Hołowczyc Jean-Marc Fortin     | BMW X3              | Aleš Loprais Vojtěch Štajf Milan Holáň                 | Tatra             |                   |                   |              |
| 2012    | Moscú - Gelendzhik      | Boris Gadasin Dan Schemel                | G-Force Proto       | Ayrat Mardeev Aydar Belyaev Anton Mirnyy               | Kamaz             |                   |                   |              |
| 2013    | Moscú - Astracán        | Jean-Louis Schlesser Konstantin Zhiltsov | Buggy Schlesser     | Dmitry Sotnikov Viatcheslav Mizyukaev Andrei Aferin    | Kamaz             |                   |                   |              |
| 2014    | Moscú - Astracán        | Edición cancelada                        | Edición cancelada   | Edición cancelada                                      | Edición cancelada |                   |                   |              |
| 2015    | Moscú - Astracán        | Edición cancelada                        | Edición cancelada   | Edición cancelada                                      | Edición cancelada |                   |                   |              |
| 2016    | Moscú - Beijing         | Cyril Despres David Castera              | Peugeot             | Ayrat Mardeev Aydar Belyaev Dmitriy Svistunov          | Kamaz             |                   |                   |              |
| 2017    | Moscú - Xi'an           | Cyril Despres David Castera              | Peugeot             | Dmitry Sotnikov Ruslan Akhmadeev Ilnur Mustafin        | Kamaz             |                   |                   |              |
| 2018    | Astracán - Moscú        | Yazeed Al-Rajhi Timo Gottschalk          | MINI                | Andrey Karginov Andrey Mokeev Igor Leonov              | Kamaz             |                   |                   |              |
| 2019    | Irkutsk - Dunhuang      | Nasser Al-Attiyah Mathieu Baumel         | Toyota Gazoo Racing | Anton Shibalov Dmitry Nikitin Ivan Tatarinov           | Kamaz             | Sam Sunderland    | KTM               |              |
| 2020    | Moscú - Kazán           | Edición cancelada                        | Edición cancelada   | Edición cancelada                                      | Edición cancelada | Edición cancelada | Edición cancelada |              |
| 2021    | Omsk - Gorno-Altaisk    | Guerlain Chicherit Alexandre Winocq      | Century CR6         | Dmitry Sotnikov Ruslan Akhmadeev Ilgiz Akhmetzianov    | Kamaz             | Matthias Walkner  | KTM               |              |
| 2022    | Moscú - Astracán        | Denis Krotov Konstantin Zhiltsov         | MINI                | Dmitry Sotnikov Ruslan Akhmadeev Ilgiz Akhmetzianov    | Kamaz             | Alexey Naumov     | KTM               |              |
| 2023    | Moscú - Kazán           | Andrey Rudskoy Dmitry Karpov             | G-Force BARS        | Siarhei Viazovich Pavel Haranin Andrey Krahelskiy      | MAZ 6440RR        | Ilya Shcheglov    | Husqvarna         |              |
| 2024    | Ulán Bator - Tomsk      | Roman Rusinov Dmitry Karpov              | Can-Am Maverick X3  | Dmitry Sotnikov Ruslan Akhmadeev Ilgiz Akhmetzianov    | KAMAZ             | Alexey Naumov     | Husqvarna         |              |
| 2025    | Irkutsk - Gorno-Altaysk | Pavel Andreev Gleb Mokeev                | Toyota Hilux        | Anton Shibalov Alexandr Kupriyanov Daniil Telepov      | Kamaz 43509       | Murun Purevdorj   | KTM               |              |

### Quads y SSVs
| Edición | Ruta                    | Quads             | Quads                      | SSVs             | SSVs               | SSVs                         |
| Edición | Ruta                    | Piloto            | Quad                       | Piloto           | Copiloto           | Vehículo                     |
| ------- | ----------------------- | ----------------- | -------------------------- | ---------------- | ------------------ | ---------------------------- |
| 2019    | Irkutsk - Dunhuang      | Rafał Sonik       | Yamaha Raptor 700          | No realizado     | No realizado       | No realizado                 |
| 2021    | Omsk - Gorno-Altaisk    | Alexander Maximov | Yamaha Raptor 700          | Serguéi Kariakin | Anton Vlasiuk      | Can-Am Maverick XRS          |
| 2022    | Moscú - Astracán        | Dmitry Kalinin    | Can-Am Outlander 1000 X XC | Nikita Mazepin   | Anton Vlasyuk      | Can-Am Maverick XRS Turbo RR |
| 2023    | Moscú - Kazán           | Anatoly Kuznetsov | Can-Am Outlander 1000 X XC | Serguéi Kariakin | Anton Vlasiuk      | Can-Am Maverick X3           |
| 2024    | Ulán Bator - Tomsk      | Daniil Loginov    | Can-Am                     | Roman Rusinov    | Dmitry Karpov      | Can-Am Maverick X3           |
| 2025    | Irkutsk - Gorno-Altaysk | Alexey Zverev     | RM 2800                    | Dmitry Cherkesov | Vladimir Prostakov | Can-Am Maverick XRS Turbo RR |

## Países con más títulos
| País            | Coches | Motocicletas | Camiones | Quads | SSVs | Triunfos |
| --------------- | ------ | ------------ | -------- | ----- | ---- | -------- |
| Arabia Saudita  | 1      | -            | -        | -     | -    | 1        |
| Austria         | -      | 1            | -        | -     | -    | 1        |
| Bielorrusia     | -      | -            | 1        | -     | -    | 1        |
| Catar           | 1      | -            | -        | -     | -    | 1        |
| España          | 2      | -            | -        | -     | -    | 2        |
| Francia         | 4      | -            | -        | -     | -    | 4        |
| Mongolia        | -      | 1            | -        | -     | -    | 1        |
| Polonia         | 1      | -            | -        | 1     | -    | 2        |
| Reino Unido     | -      | 1            | -        | -     | -    | 1        |
| República Checa | -      | -            | 1        | -     | -    | 1        |
| Rusia           | 5      | 3            | 13       | 4     | 4    | 29       |

## Títulos en categoría autos

### Títulos de Pilotos de autos
| 1  | Carlos Sainz         | 2 | 2009, 2010 |
| 2  | Cyril Despres        | 2 | 2016,2017  |
| 3  | Krzysztof Hołowczyc  | 1 | 2011       |
| 4  | Boris Gadasin        | 1 | 2012       |
| 5  | Jean-Louis Schlesser | 1 | 2013       |
| 6  | Yazeed Al-Rajhi      | 1 | 2018       |
| 7  | Nasser Al-Attiyah    | 1 | 2019       |
| 8  | Guerlain Chicherit   | 1 | 2021       |
| 9  | Denis Krotov         | 1 | 2022       |
| 10 | Andrey Rudskoy       | 1 | 2023       |
| 11 | Roman Rusinov        | 1 | 2024       |
| 12 | Pavel Andreev        | 1 | 2025       |

### Títulos de Constructores de autos
| 1 | Volkswagen      | 2 | 2009, 2010 |
| 2 | Peugeot         | 2 | 2016,2017  |
| 3 | MINI            | 2 | 2018, 2022 |
| 4 | G-Force Proto   | 2 | 2012, 2023 |
| 5 | Toyota          | 2 | 2019, 2025 |
| 6 | BMW             | 1 | 2011       |
| 7 | Buggy Schlesser | 1 | 2013       |
| 8 | Century CR6     | 1 | 2021       |
| 9 | Can-Am          | 1 | 2024       |

## Títulos en categoría camiones

### Títulos de Pilotos de camiones

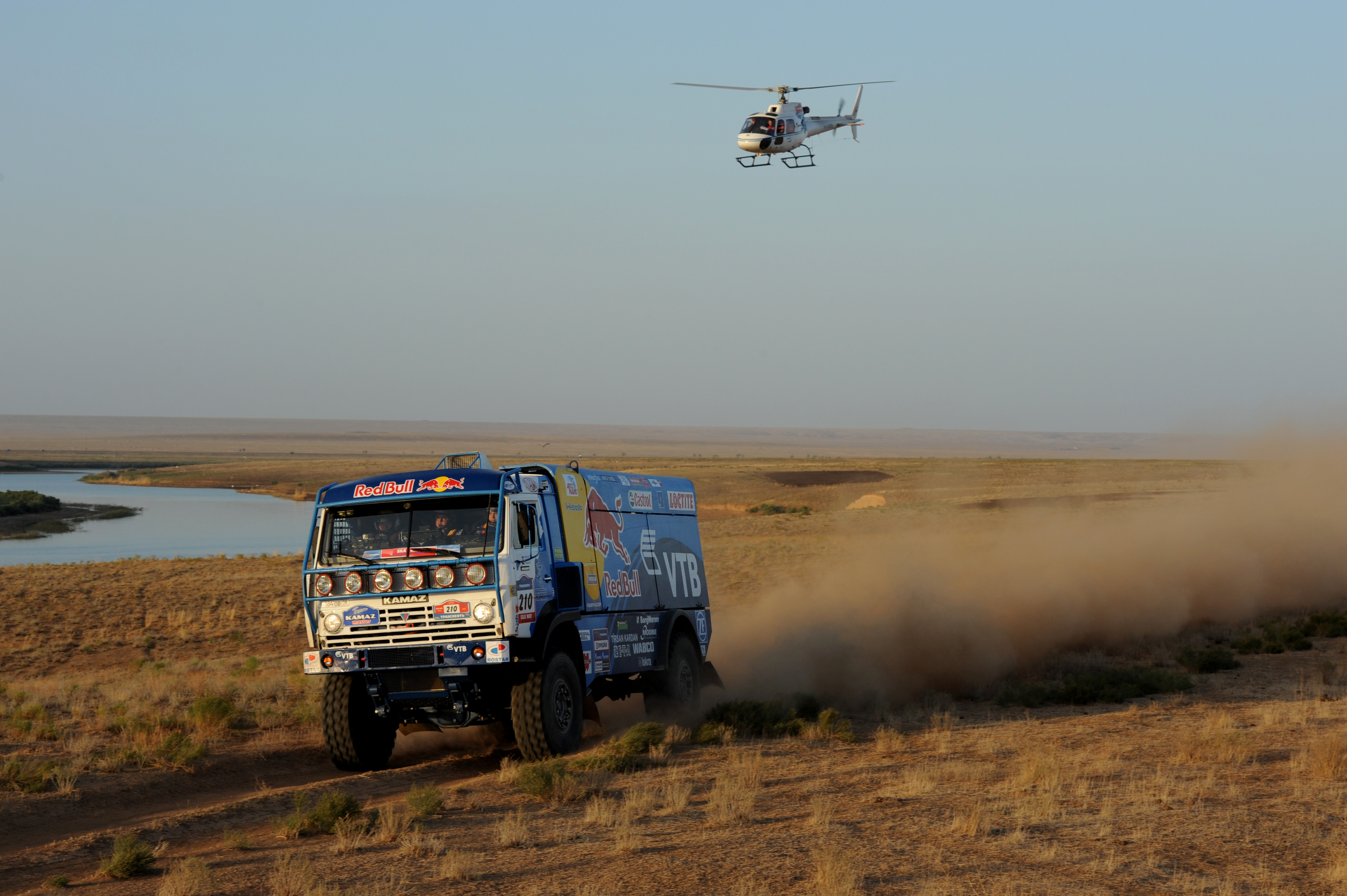
Silk Way Rally 2011.

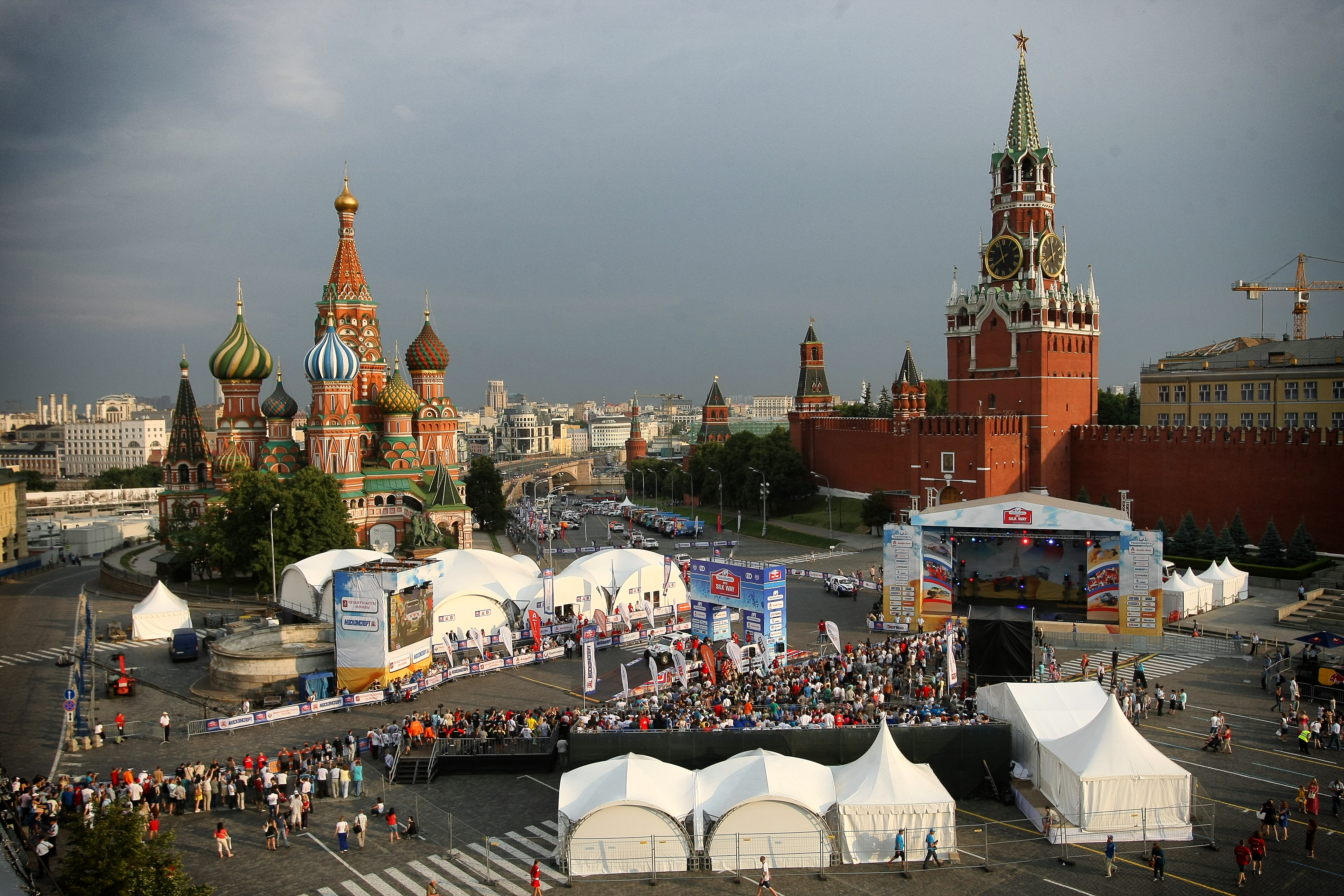
Inicio del Rally en la Plaza Roja de Moscú.

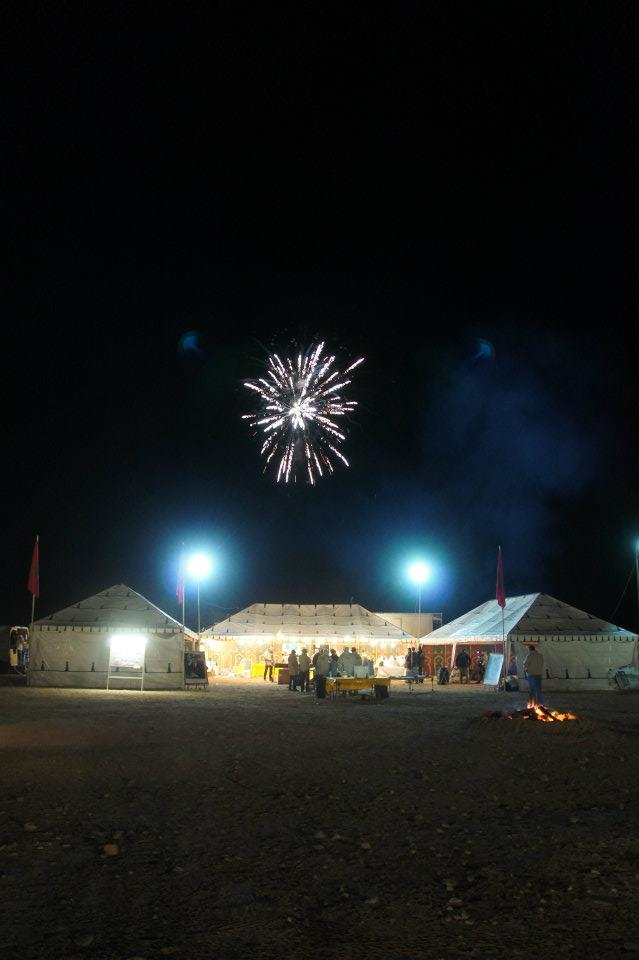
Un campamento en el rally de 2012.

| Piloto            | N°de veces | Año                          |
| ----------------- | ---------- | ---------------------------- |
| Dmitry Sotnikov   | 5          | 2013, 2017, 2021, 2022, 2024 |
| Ayrat Mardeev     | 2          | 2012, 2016                   |
| Anton Shibalov    | 1          | 2019, 2025                   |
| Firdaus Kabírov   | 1          | 2009                         |
| Eduard Nikoláiev  | 1          | 2010                         |
| Aleš Loprais      | 1          | 2011                         |
| Andrey Karginov   | 1          | 2018                         |
| Siarhei Viazovich | 1          | 2023                         |

### Constructores de camiones con títulos
| 1 | Kamaz | 12 | 2009, 2010, 2012, 2013, 2016, 2017, 2018,2019, 2021, 2022, 2024, 2025 |
| 2 | Tatra | 1  | 2011                                                                  |
| 3 | MAZ   | 1  | 2023                                                                  |